# Fidel Escobar
Fidel Escobar Mendieta (* 9. Januar 1995 in Panama-Stadt) ist ein panamaischer Fußballspieler.

## Karriere

### Klub
Er begann seine Karriere beim San Francisco FC in seiner Heimat und rückte dort ab der Saison 2012/13 in die erste Mannschaft vor. Anfang 2014 zog es ihn dann innerhalb Panamas weiter zu Sporting San Miguelito, dort spielte er weiter bis zum Ende der Saison 2015/16. Danach ging es per Leihe zur B-Mannschaft von Sporting Lissabon nach Portugal, wo er über die komplette Saison aktiv war. Nach dem Ende dieser Leihe kehrte er aber nicht mehr in seine Heimat zurück, sondern es ging erneut per Leihe in die USA zum MLS-Franchise New York Red Bulls, wo er auch manchmal in der zweiten Mannschaft innerhalb der USL eingesetzt wurde. Diese Leihe endete dann zum Jahresende 2018 und er kehrte noch einmal wieder kurz in seine Heimat zurück.
Mit der nun dritten Leihe kam er für ein halbes Jahr in den Kader von UAT Correcaminos aus Mexiko. Die vierte Leih-Station verbrachte er danach in der Saison 2019/20 beim spanischen FC Córdoba. Nach dieser Leihe trennten sich die Wege von ihm und San Miguelito dann auch endgültig. Seit der Saison 2020/21 steht er beim spanischen Zweitligisten AD Alcorcón fest unter Vertrag.

### Nationalmannschaft
Nach der U20 und der U23, erhielt er seinen ersten Einsatz im Nationaldress der A-Mannschaft am 8. Februar 2015 bei einer 0:2-Freundschaftsspielniederlage auswärts gegen die USA. Seitdem war er auch Teil des Kaders beim Gold Cup 2017 als auch bei der Weltmeisterschaft 2018.

## Sonstiges
Er ist der Neffe von Víctor Mendieta.